# Таранов, Иван Георгиевич
Ива́н Гео́ргиевич Тара́нов (3 февраля 1906 — 11 октября 1979) — советский архитектор, автор одиннадцати станций Московского метрополитена (девять из них — в соавторстве с женой, архитектором Н. А. Быковой). Лауреат Сталинской премии второй степени (1952).

## Биография
Родился 3 февраля 1906 года в семье военного инженера Георгия Ивановича Таранова-Белозёрова в городе Зергже под Варшавой. Иван Георгиевич был младшим в семье. У него был старший брат и две старшие сестры. Семья Тарановых вскоре переехала в Ковно, а потом — в Харьков, в родовой дом прадеда Таранова-Белозёрова.
В 1923 году Иван Георгиевич поступил в Харьковское художественное училище, потом — в Харьковский политехнический институт, на архитектурный факультет. Там подготовкой архитекторов занимался выдающийся мастер академик С. Серафимов. Иван Георгиевич учился непосредственно под началом С. М. Кравца.
После окончания института И. Г. Таранов-Белозёров работал в Южном машиностроительном тресте (ЮМТ), проектировал шахтёрские поселки в Горловке и других поселениях. По проекту Таранова-Белозёрова для рабочих Таганрогского котельного завода, подчинявшегося ЮМТ, был построен знаменитый Круглый дом (1929-1932).
В 1932 году был направлен в составе группы молодых специалистов в Москву для проектирования метро. С этого времени он стал работать в архитектурном бюро Метростроя и вскоре стал заместителем начальника архитектурного отдела С. М. Кравца.
В этом архитектурном бюро Таранов встретил Надежду Александровну Быкову, которая позднее стала его женой. В 1932 году они вместе начали проектировать станцию метро «Сокольники». Право на строительство станции предоставлялось по результатам конкурса. Молодые архитекторы Таранов и Быкова выиграли конкурс.
Поначалу отношение к архитектуре метро было настолько малосерьёзным, что ею занимался лишь скромный архитектурный отдел Метропроекта… именно эта бригада разработала все пространственно-композиционные решения станций первой очереди. Называя официальных архитекторов, надо всегда иметь в виду их соавторов: Барков, Седикова, Таранов, Быкова, Шухарева, Шагурина, Ревковский, Андриканис, Лихтенберг и Гонцкевич. Возглавлял эту группу один из создателей здания Госпрома в Харькове С. М. Кравец. — Московскому метро 70 лет, WAM 14/2005, М, 2005
 Строительство «Сокольников» .. не шло как по маслу. Колонны «под натиском сверху» становились из круглых квадратными, еле отстояли для облицовки мрамор «Уфалей». Наземный вестибюль после всевозможных утверждений было приказано уменьшить в полтора раза, и родители выкручивались, но так или иначе «Сокольники» были построены. — А. И. Таранов

## Наиболее известные работы

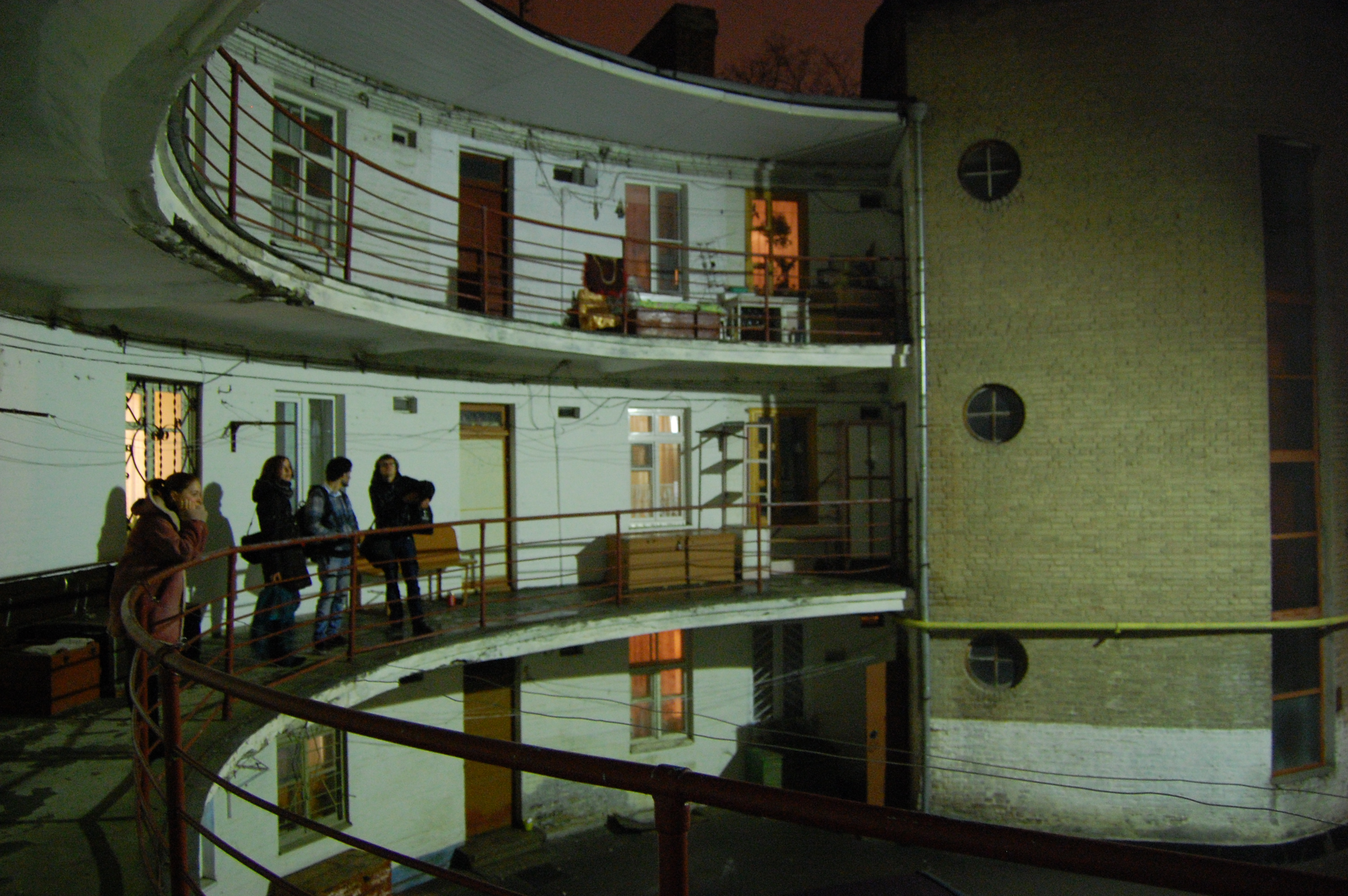
Вид на балконы-галереи внутри «Круглого дома». Таганрог, 2010 г.

- 1929 — Жилой дом («Круглый дом»), Таганрог.[4]
- 1935 — Сокольники, совместно с Н. А. Быковой.
- 1943 — Новокузнецкая, совместно с Н. А. Быковой. Портреты авторов «спрятаны» в мозаике, в торце перехода на Третьяковскую
- 1944 — переходный тоннель со станции Театральная на станцию Охотный Ряд, совместно с Н. А. Быковой.
- 1954 — Белорусская-кольцевая, совместно с Н. А. Быковой.
- 1957 — Спортивная, совместно с Н. А. Быковой
- 1958 — ВДНХ, совместно с Н. А. Быковой
- 1959 — наземный вестибюль станции Университет, совместно с Н. А. Быковой
- 1961 — Измайловская, совместно с Н. А. Быковой
- 1963 — Щёлковская, совместно с Н. А. Быковой
- 1963 — Проспект Вернадского, совместно с Н. А. Быковой
- 1971 — Китай-город (аванзалы), совместно с И. Г. Петуховой
- 1972 — Тургеневская, совместно с Ю. В. Вдовиным и И. Г. Петуховой

В 1938—1939 совместно с Н. А. Быковой спроектировал павильон «Механизация» ВСХВ (в 1950-е гг. реконструирован в современный павильон «Космос»).

## Семья
- Быкова, Надежда Александровна (1907—1997) — жена, советский архитектор.
- Таранов, Андрей Иванович — сын, российский архитектор.